# San Lorenzo de la Parrilla
San Lorenzo de la Parrilla ist eine Gemeinde (Municipio) und ein Dorf mit 1.134 Einwohnern (Stand: 2024) in der Provinz Cuenca in der Autonomen Region Kastilien-La Mancha.

## Lage
San Lorenzo de la Parrilla liegt etwa 38 Kilometer südsüdwestlich von Cuenca in einer Höhe von ca. 945 m. Der Júcar begrenzt die Gemeinde im äußersten Nordosten.

## Bevölkerungsentwicklung
| 1900 | 1950 | 1970 | 1981 | 1991 | 2001 | 2011 | 2021 |
| ---- | ---- | ---- | ---- | ---- | ---- | ---- | ---- |
| 2419 | 2990 | 2220 | 1893 | 1695 | 1361 | 1259 | 1053 |

## Sehenswürdigkeiten
- Peterskirche
- Franziskanerkirche
- Herrenhaus der Markgrafen von Cañete
- Stierkampfarena

## Persönlichkeiten
- Pedro Simón (1574–1627), Franziskaner und Historiker